# 상냥한 시간
《상냥한 시간(優しい時間)》는 2005년 1월 13일 ~ 2005년 3월 24일까지 후지 TV에서 방송된 드라마. 시간은 매주 목요일 밤 10시 ~ 10시 54분까지. 주연은 테라오 아키라, 총 11회. 평균 시청률 14.9%, 최고 시청률 18.3%를 기록하였다. 주요 촬영지는 홋카이도이다.

## 줄거리
홋카이도 후라노의 커피 숍 ‘숲의 시계’. 그곳에는 몇 년 전까지 상사 간부로 지내다 은퇴하고 이곳에 정착한 한 사람이 있다. 와쿠이 유키치(테라오 아키라 분). 60세. 지금까지 쌓은 모든 지위와 권력을 버리고 이곳에 오게된건 사랑하던 아내의 죽음때문이었다. 부부의 염원이었던 커피숍을 아내의 고향인 홋카이도에서 연것이다. 그런 사랑하는 아내를 죽음으로 몬 것은 바로 외아들인 타쿠로(니노미야 카즈나리 분). 그는 아들과 의절하고 혼자 이곳에 오는 단골손님과 밤마다 찾아오는 아내의 혼령으로 작은 일상을 보내고 있다. 아내를 죽음으로 몬 아들과는 연락을 두절한채 어느덧 3년의 세월이 흘렀다.

## 등장 인물

### 주요 인물
- 와쿠이 유키치 : 테라오 아키라

원래 상사 간부였으나 현재는 홋카이도 후라노의 커피숍 ‘숲의 시계’오너. 아내의 사고사를 계기로 회사를 그만두고 아내의 고향인 후라노에서 부부의 염원이었던 찻집을 시작한다 아내를 죽게 만든 아들 타쿠로와는 만나지 않은 지 벌써 3년째. 아들을 만나고싶은 마음은 있으나 타쿠로가 어디에 있는지는 알 수 없다
- 와쿠이 타쿠로 : 니노미야 카즈나리

유키치의 외아들. 어머니가 사망 후 어머니의 친구·토모코의 소개로 비에이의 도예가 텐노 로쿠스케의 도방에서 일하게 된다 어머니의 죽음에 대한 책임을 가슴에 지고 자신을 용서하지 않는 아버지의 마음도 이해하고 있다
- 미나가와 아즈사 : 나가사와 마사미

‘숲의 시계’에서 가장 나이어린 종업원. 병적일 정도로 접시나 컵을 깨버리는 버릇을 갖고있다 혼자 지내는 마스터의 모습을, 마치 아버지를 보는 듯한 시선으로 걱정하고 있다
- 쿠조 토모코 : 요 키미코

커피숍 북쪽 시계의 마마. 메구미의 오래된 친구. 홋카이도에서 유키치와 타쿠로의 과거를 알고있는 유일한 인물. 와쿠이 부자지간의 일을 자신의 일처럼 걱정해준다.
- 아마노 로쿠스케 : 마로 아카지

후라노에서 멀지않은 비에이에서 카이쿠가마라는 도방을 가진 도예가. 친분이 있는 북쪽시계의 토모코의 부탁으로 타쿠로를 맡아 가르치고 있다
- 아마노 요코 : 아사카 마유미

로쿠스케의 아내. 수행중인 타쿠로를 따뜻한 눈으로 지켜보고 있다
- 우치무라 리리 : 모리무라 치에

통칭 리리.‘숲의 시계’의 종업원이며 아즈사의 언니. 삿포로에 남편이 있지만 남편의 외도로 현재 별거중. 때때로 빚쟁이가 찾아오는 일도 있다
- 미미타 에미코 : 타카하시 후미코

통칭 미미. 이혼하고 현재는 싱글. 여장부형 스타일로 젊은 손님들의 좋은 상담 상대
- 와쿠이 메구미 : 오오타케 시노부

유키치가 가장 사랑하는 아내. 3년 전, 아들 타쿠로가 운전하던 차에 탔다가 사고를 당해 사망. 유키치가 가게에 혼자남는 밤에 살며시 찾아와 대화를 나눈다.

### 그외 인물
- 타카마츠 : 야마야 하츠오

'숲의 시계'의 단골손님으로 은거 중. 하이쿠, 뜨개질이 취미.
- 타무라 : 마사나 보쿠조

농협직원.
- 안자이 미츠오 : 다나카 케이

커피업자.
- 카자마 : 야마시타 스미토

'숲의 시계'의 단골손님으로 직업은 형사.
- 타키카와 : 나야 마사모토

펜션 오너.
- 요코하마 : 스이지 사토시

치즈 제조업자로 '숲의 시계'의 단골손님.
- 네시지 : 후세 히로시

'숲의 시계'의 단골손님으로 전기점 경영.
- 이노우에 미카코：시미즈 미사
- 다테시 : 쿠니무라 준

'숲의 시계'의 단골로 수도공사점 주인. 딸이 자기보다 연상인 남자와 사귀고 있다는 사실을 알고 충격을 받는다.
- 사쿠마 : 쿠보 타카노리
- 소바 : 나시모토 켄지로
- 나가사와 : 도코로 미야스

### 매회 게스트
- 미즈타니 사부로 - 토키토 사부로 (제1화)

유키치가 직장생활을 하던 시절의 후배. 자카르타, 베이루트 등에서의 근무 경험이 있다. 이번에 유키치처럼 회사를 그만두고 부부가 펜션을 해볼까 해서 ‘숲의 시계’를 찾아온다.
- 미즈타니 요시코 - 테즈카 사토미 (제1화)

사부로의 아내. 메구미처럼 전근이 많은 남편을 지지해왔다. 이번에 자신의 고향 아키타에서 부부가 펜션을 경영하기로 해 잔뜩 벼르고 있다.
- 카와니시 히데코 - 타바타 토모코 (제2화)

신혼여행으로 후라노에 온 커플. 남편이 알려줬다면서 ‘숲의 시계’를 찾아오는 신부.
- 키와니시 켄 - 나카무라 슌타 (제2화)

신혼여행으로 후라노에 온 커플. 히데코의 남편으로 아내의 생각지도 않은 행동에 당혹해 하는 신랑.
- 미츠다 - 사사키 쿠라노스케 (제3화)

아즈사의 고교 때의 선생님. 아즈사의 첫 사랑으로, 불륜관계를 가졌지만 그 사실이 밝혀지자 아즈사와의 인연을 끊었다. 숲의 시계에서 아즈사를 만나서 자신의 잘못을 이야기하려 하지만 결국 직접 이야기를 하지 못하고 만다.
- 중년남 - 코히나타 후미요 (제5화)
- 오토나리 하루코 - 기무라 미도리코 (제5화)
- 페어룩의 아버지 - 오노 타케히코 (제6화)
- 이츠키 - 기무라 타에 (제6화)
- 리리를 협박하는 남자 - 카지하라 젠 (제6화)
- 중년의 손님 - 야마다 메이쿄 (제6화)
- 키다 토시코 - 사사키 스미에 (제7화)
- 카와이 - 사사키 카츠히코 (제7화)
- 나카사토 - 키타지마 사부로 (제7화)
- 도모토 - 토쿠시게 사토시 (제8화)
- 시바 - 나카마루 신쇼 (제8화)
- 간호사 - 코이즈미 쿄코 (제9화)
- 타키가와 타마코 - 스기타 카오루 (제10화)
- 카메다 - 타카하시 카츠미 (제11화)
- 타타이시 마야 - 스도 리사 (제11화)

## 제작진
- 원안 : 쿠라모토 소우
- 각본 : 쿠라모토 소우, 요시다 노리코 , 타고 아키히로, 코바야시 아키오
- 음악 : 와타나베 토시유키 , 앙드레 갸니온
- 제작 총지휘 : 나카무라 토시오
- 제작 : 와카마츠 히로키, 아사노 마스미
- 연출 : 타지마 다이스케, 미야모토 리에코 , 니시우라 마사키
- 구성 : 스기오 노부히로
- 제작 협력 : 홋카이도 분카 방송
- 제작 : 후지 TV, 후지 포토 코퍼레이션 (FCC)

## 주제가
- 주제곡 : 히라하라 아야카 - 〈내일 (明日)〉
- 삽입곡 : 히라하라 아야카 - 〈고마워요 (ありがとう)〉

## 방영날짜 및 부제·시청률
| 각 화                                     | 방송일          | 부제(원어) | 부제(풀이) | 시청률 |
| ----------------------------------------- | --------------- | ---------- | ---------- | ------ |
| 제1화                                     | 2005년 1월 13일 | 雪虫       | 설충       | 18.3%  |
| 제2화                                     | 2005년 1월 20일 | 拓郎       | 타쿠로     | 13.0%  |
| 제3화                                     | 2005년 1월 27일 | 初雪       | 첫눈       | 13.8%  |
| 제4화                                     | 2005년 2월 3일  | 根雪       | 남은 눈    | 13.5%  |
| 제5화                                     | 2005년 2월 10일 | 記憶       | 기억       | 14.0%  |
| 제6화                                     | 2005년 2월 17일 | 聖夜       | 성탄 전야  | 15.6%  |
| 제7화                                     | 2005년 2월 24일 | 息子       | 아들       | 13.3%  |
| 제8화                                     | 2005년 3월 3일  | 吹雪       | 눈보라     | 12.7%  |
| 제9화                                     | 2005년 3월 10일 | 傷痕       | 상흔       | 15.1%  |
| 제10화                                    | 2005년 3월 17일 | 刺青       | 문신       | 16.1%  |
| 최종화                                    | 2005년 3월 24일 | 雪解け     | 해빙       | 17.3%  |
| 평균 시청률: 14.9%                        |                 |            |            |        |
| (시청률은 간토 지방·비디오 리서치사 조사) |                 |            |            |        |

## 기타
본작의 최종회에서 테라오 아키라가 “요우”라는 대사를 “안녕”으로 변경한 것에 작가 요시다 노리코가 분노하고, 이후 테라오 아키라는 자신의 작품에 전혀 기용하지 않았다.

## 촬영지
- 홋카이도 후라노시

신 후라노 프린스 호텔에 인접한 닌구루테라스에 로케용 카페 〈숲의 시계〉가 지어졌다. 촬영 종료 후부터 운영하고 있다.
- 홋카이도 비에이정
- 홋카이도 가미후라노정